# 교황 인노첸시오 5세
교황 인노첸시오 5세(라틴어: Innocentius PP. V, 이탈리아어: Papa Innocenzo V)는 제185대 교황(재위: 1276년 1월 21일 ~ 1276년 6월 22일)이다. 본명은 피에르 드 타랑테즈(프랑스어: Pierre de Tarentaise)이다. 도미니코회원이며 전임 교황 그레고리오 10세의 가까운 협력자였다. 1898년 교황 레오 13세에 의해 시복되었다.

## 생애 초기
1225년경 사보이 백작령 타랑테즈앙포레의 무띠에에서 태어났다. 하지만 이탈리아 발레다오스타주 라살에서 태어났다는 이야기도 있다. 그가 태어났다고 전해지는 장소 두 곳 모두 그 당시 신성 로마 제국에 속한 지역이었지만, 오늘날 전자는 프랑스 남동부에 있으며, 후자는 이탈리아 북서부에 있다. 일부 프랑스 학자들은 피에르가 생에티엔 행정구 루아르의 타랑테즈나 부르고뉴 지방의 타랑테즈에서 태어났다고도 주장한다. 1240년경 그는 도미니코회에 입회하여 리옹에 있는 수도원에 살았다.  1255년 여름, 그는 파리의 생자크 수도원의 수도원 학교로 거처를 옮겼다. 이는 파리 대학교에서 공부하는데 있어 필수 과정이었다. 그는 신학 석사학위를 받았으며, 금세 설교자로서 명성을 얻었다.

## 교수와 관구장
1259년에서 1264년까지 그는 도미니코회원에게 할당된 두 자리의 학과장 중 하나인 ‘프랑스 학과장’을 지냈다.
1259년 발랑시엔의 도미니코회 총회에서 프랑스 관구장으로 선출된 그는 대 알베르토와 토마스 아퀴나스, 보누수오모 브리토, 플로렌시오 등과 함께 일했다. 수도회 총회는 신학을 공부하기에는 역량이 충분치 않은 회원들을 위한 준비로 철학을 가르치는 학업 규칙(Ratio studiorum) 초안을 작성하도록 했다. 도미니코회 내부에서 스콜라 철학 전통의 길을 연 이 혁신은 모든 도미니코회 수도원에 적용되어, 1265년에 로마의 산타 사비나 수도원에 수도원 부속 학교가 생겼다. 각 수도원은 철학 공부를 지도하는 강사와 신학 공부를 지도하는 교수가 있어야만 했다. 다음해 피에르는 도미니코회 총회장이라는 직함을 받았다.
1264년 도미니코회의 새 총장으로 조반니 다 베르첼리가 선출되었다. 피에르의 후원자인 전임 수도회 총장 훔베르투스가 선종한 후, 그는 정치에 종사할 기회를 얻게 되었다. 피에트로 롬바르도의 명제집에 대한 그의 주해서는 종전의 아우구스티노 방식과는 다른, 새로운 아리스토텔레스적 개념으로의 변이를 보여주었지만, 내용 중 108개가 이단이라는 세간의 비난을 받았다. 그리하여 피에르는 교수직에서 물러났지만, 조반니 다 베르첼리는 토마스 아퀴나스로 하여금 108개 명제에 대한 변호문을 쓰도록 했다. 피에르의 명판은 다시 올라가 3년 임기의 프랑스 관구장으로 선출되었다(1264-1267). 그는 1267년 5월 볼로냐에서 열린 총회에서 무혐의 판정을 받았다. 토마스 아퀴나스의 옹호로 이단 혐의에서 벗어난 후 피에르는 관구장 임기를 마치고 파리 대학교 학과장으로 복직했다(1267년). 1269년 프랑스 관구장으로 재차 선출된 그는 리옹 대주교로 임명될 때까지 지냈다.
1272년 교황 그레고리오 10세는 피에르를 리옹의 대주교로 임명했다. 하지만 피에르는 대주교로 임명되었음에도 축성받지 않았다. 그렇지만 1272년 12월 초, 프랑스 왕 필리프 3세에 대한 충성 서약을 하였다. 1273년 11월 중엽, 리옹에 도착한 그레고리오 10세는 가능한 한 많은 고위 성직자를 세계 공의회에 참석시키고자 하였다. 그는 프랑스 왕 필리프 3세와 즉시 회담을 가졌다. 양측의 대화는 순조로웠는데, 필리프 3세가 삼촌인 툴루즈 백작 알퐁스로부터 물려받은 브나스크 백작령을 교회에 양도했기 때문이었다. 제2차 리옹 공의회는 1274년 5월 1일 개최되었다. 제1회기는 5월 7일 월요일에 열렸다. 공의회의 주요 의제는 십자군 원정과 동방 교회와의 재일치였다.

## 오스티아의 주교
1273년 6월 3일 교황 그레고리오 10세가 오르비에토에서 소집한 추기경회의에서 피에르는 추기경에 서임되고 오스티아의 주교로 임명되었다. 피에르는 제2차 리옹 공의회에 참석하였다. 공의회 기간 중에 그는 1274년 7월 15일 선종한 알바노의 주교 보나벤투라 추기경의 장례 미사를 집전하고 강론을 하였다. 보나벤투라는 사후 리옹에 있는 프란치스코회 성당에 안장되었다. 보나벤투라의 장례 미사에는 그레고리오 10세 교황을 비롯해 공의회 교부들과 로마 교황청의 관료들 전원이 참석하였다. 공의회를 폐회한 후, 그레고리오 10세는 리옹에서 가을과 겨울을 보냈다. 1275년 5월 리옹을 떠난 그와 그의 일행은 1275년 9월 30일 빈에 잠시 머문 후, 다시 길을 떠나 10월 6일 로잔에 도착했다. 그곳에서 교황은 로마왕이자 황제로 선출된 루돌프를 만나 10월 20일 그의 충성 서약을 받았다. 이후 교황 일행은 1275년 11월 12일 목요일 밀라노에 도착했고, 이후 12월 18일 피렌체에 도착했다. 교황 일행은 아레초에서 크리스마스를 보냈으나, 교황이 병에 걸려 건강이 나빠졌다. 결국 1276년 1월 10일 그레고리오 10세는 아레초에서 체류하던 중에 선종했다. 타랑테즈의 피에르, 투스쿨룸의 페드루 줄리앙(훗날의 교황 요한 21세), 베르트랑 드 생마르탱 등 오직 세 명의 주교급 추기경만이 그의 임종을 지켰다. 제2차 리옹 공의회에서 승인된 《위험이 있는 곳에》(Ubi periculum) 헌장에 따르면, 후임 교황을 선출하기 위한 콘클라베는 교황이 선종하고 10일이 지난 후에야 시작해야 했다.

## 교황 선출
10일이 지난 후, 추기경들은 1월 20일 성 아녜스 축일 전야에 교황 선출 기원 미사를 드리기 위해 모였다. 총 12명의 추기경이 자리를 함께 했는데, 프랑스에 교황 사절로 파견 나간 시몽 드 브리옹 추기경과 조반니 가예타노 오르시니 추기경(훗날의 교황 니콜라오 3세)은 참석하지 않았다. 다음날 1월 21일 아침, 피에르 추기경은 콘클라베 1차 투표에서 만장일치로 교황으로 선출되었다. 도미니코회 출신으로서는 처음으로 교황이 되었다. 그는 자신의 교황 이름을 인노첸시오로 선택했다. 교황청은 다시 길을 나서 2월 7일 비테르보에 당도했다. 나폴리 왕 카를로는 비테르보까지 가서 새 교황을 만나 그를 로마까지 호위하였다. 1276년 2월 22일 성 베드로 사도좌 축일에 인노첸시오 5세는 성 베드로 대성전에서 교황 대관식을 가졌다.

## 교황
1276년 3월 2일 교황 인노첸시오 5세는 시칠리아 왕 카를로 1세의 로마 원로원직을 갱신하였다. 3월 4일자 서신에서 그는 카를로 왕이 나폴리와 시칠리아의 왕의 자격으로 자신에게 충성 서약을 했다는 사실을 진술하였다. 3월 9일 그는 이미 길을 떠난 로마왕 루돌프에게 그와 교황청 간의 협정이 마무리될 때까지 이탈리아로 오지 말라는 편지를 보냈다. 이는 전임 교황 그레고리오 10세가 약속했던 루돌프의 신성 로마 제국 황제 대관식을 즉시 거행하지 않을 것이라는 사실을 의미했다. 17일, 교황은 루돌프에게 재차 편지를 보내 협상을 위해 교황 사절단을 만날 것을 권유하면서 라벤나와 펜타폴리스, 로만디올라에 대한 이야기는 꺼내지 말라고 충고했다. 루돌프의 눈에 이는 사실상 강요처럼 보였다. 프랑스 사람이었던 인노첸시오 5세는 프랑스 왕 루이 9세의 동생이자 필리프 3세의 삼촌인 카를로 1세를 편애한 반면 상대적으로 루돌프 1세와의 사이는 소원하였다. 이는 이탈리아의 힘의 균형에도 영향을 주어 전쟁으로 치닫게 되었다. 평화를 위해 일했던 전임자 그레고리오 10세의 노력은 허사가 되었다.
26일 인노첸시오 5세는 파르마와 코마키오의 주교들에게 전임자 그레고리오 10세가 결정한대로 라벤나의 대주교로 보니파치오 데 라바니아를 세울 것을 지시했다. 인노첸시오 5세는 1276년 6월 18일 제노바와 카를로 1세 사이의 평화 조약을 주선하였다.
1276년 5월 18일 인노첸시오 5세는 프랑스 왕 필리프 3세에게 그의 벗인 도미니코회 신부 기 드 쉴리를 도미니코회 파리 관구장(1272년 리옹 대주교로 임명되기 전까지 인노첸시오 5세가 재임했던 자리)에 임명한다는 사실을 통보하였다.
짧았던 인노첸시오 5세의 재임기간 중 주목할 만한 요소는 동방 정교회와의 재일치를 위해 노력했다는 점이다. 그는 동로마 제국 황제 미하일 8세 팔레올로고스에게 친서를 보내 그레고리오 10세의 선종을 알리고, 황제의 대리자인 콘스탄티노폴리스의 수석부제 요르고스와 궁정의 관리인 테오도로스가 아직 콘스탄티노폴리스에 돌아가지 못하고 있는 것에 대해 사과를 표명했다. 그는 제2차 리옹 공의회의 최근 결정과 관련해 미하일 8세에게 사절을 보냈으며, 그와 카를로 1세 사이의 평화를 중재하고자 하였다. 그러나 카를로 1세는 동로마 제국과의 화해가 아니라 동로마 제국을 정복하는데 관심이 있었다. 인노첸시오 5세는 교회 재일치를 협상하기 위해 사람들을 보내려고 하였다. 그는 프란치스코회 사제이자 성경학자인 볼로냐의 바르톨로메오를 동방에 보내는 사절로 임명했으나, 먼저 로마로 와서 적절한 장소에 체류할 것을 지시했다.
하지만 죽음이 그의 앞길을 가로막았다. 인노첸시오 5세는 교황으로 즉위한지 다섯 달 하고도 하루 이틀 만인 1276년 6월 22일 선종했다. 그의 시신은 라테라노 대성전에 카를로 1세가 기탁한 반암 무덤에 안장되었다. 불행하게도 이 무덤은 14세기인 1307년과 1361년 두 차례나 화재로 피해를 입었다.
인노첸시오 5세는 재위하는 동안 새 추기경을 전혀 서임하지 않았기 때문에 이후 그의 후임자를 뽑기 위한 1276년 7월 소집된 콘클라베에서는 인노첸시오 5세를 선출했던 추기경들이 그대로 참석했다.

## 저술
교황 인노첸시오 5세는 바오로 서간 주해와 피에트로 롬바르도의 명제집에 대한 주해서를 비롯해 철학과 신학, 교회법 등 여러 주제에 관하여 명제들과 여러 주해를 집필했다. 그는 ‘유명 박사’(famosissimus doctor)라는 호칭으로 불리기도 했다.

## 시복
1898년 3월 9일 교황 레오 13세는 인노첸시오 5세의 성덕을 인정하여 그를 시복하였다.

## 같이 보기
- 교황 목록